# Estadio Salvador de la Plaza
Estadio Salvador de la Plaza es el nombre que recibe un estadio multiusos, localizado en el oriente de Venezuela, específicamente en la ciudad de Puerto La Cruz, al norte del estado Estado Anzoátegui. Hace parte del Complejo Polideportivo Libertador Simón Bolívar del eje Barcelona-Puerto La Cruz. Es utilizado como la sede del Deportivo Anzoátegui B, equipo de la segunda división, también se practica Atletismo en las mencionadas instalaciones. El estadio además ha sido usado como cancha auxiliar o de entrenamiento por otros equipos venezolanos. Lleva el nombre de un profesor universitario, escritor y conferencista venezolano fallecido en 1970.